# Elezioni parlamentari in Cile del 1961
Le elezioni parlamentari in Cile del 1961 si tennero il 12 marzo per il rinnovo del Congresso nazionale (Camera dei deputati e Senato).
Si affrontarono 3 coalizioni. Il Fronte Democratico del Cile composto da conservatori, liberali, cristiano-democratici, radicali; il Fronte di Azione Popolare composto da socialisti, comunisti e Democratici. La terza coalizione fu l'Unione Socialista Popolare che non ottenne nessun seggio.

## Risultati

### Camera dei deputati
| Liste                                  | Voti      | %     | Seggi |
| -------------------------------------- | --------- | ----- | ----- |
| Partito Radicale del Cile              | 296 828   | 22,15 | 39    |
| Partito Liberale                       | 222 485   | 16,60 | 28    |
| Partito Democratico Cristiano del Cile | 213 468   | 15,93 | 23    |
| Partito Conservatore Unito             | 198 260   | 14,80 | 17    |
| Partito Comunista del Cile             | 157 572   | 11,76 | 16    |
| Partito Socialista del Cile            | 149 122   | 11,13 | 12    |
| Partito Democratico Nazionale          | 95 179    | 7,10  | 12    |
| Unión Nacional Laborista               | 3 394     | 0,25  | –     |
| Partito Democratico                    | 772       | 0,06  | –     |
| Comandos Populares                     | 96        | 0,01  | –     |
| Indipendenti                           | 2 720     | 0,20  | –     |
| Totale                                 | 1 339 896 | 100   | 147   |

### Senato
| Liste                                  | Voti    | %     | Seggi |
| -------------------------------------- | ------- | ----- | ----- |
| Partito Radicale del Cile              | 145 681 | 23,76 | 7     |
| Partito Liberale                       | 103 517 | 16,89 | 5     |
| Partito Democratico Cristiano del Cile | 89 853  | 14,66 | 2     |
| Partito Socialista del Cile            | 83 279  | 13,58 | 4     |
| Partito Conservatore Unito             | 78 959  | 12,88 | 2     |
| Partito Comunista del Cile             | 74 838  | 12,21 | 4     |
| Vanguardia Nacional del Pueblo         | 17 299  | 2,82  | 1     |
| Partito Democratico Nazionale          | 17 044  | 2,78  | –     |
| Partito Democratico                    | 2 575   | 0,42  | –     |
| Totale                                 | 613 045 | 100   | 25    |

#### Riepilogo per provincia
| Provincia                                            | PR      | PL      | PDC    | PS     | PCU    | PC     | VNP    | PADENA | PD    | Totale  |
| ---------------------------------------------------- | ------- | ------- | ------ | ------ | ------ | ------ | ------ | ------ | ----- | ------- |
| Tarapacá, Antofagasta                                | 20.708  | 14.141  | 10.345 | 8.860  | -      | 15.844 | -      | 687    | -     | 70.585  |
| Aconcagua, Valparaíso                                | 30.076  | 26.858  | 29.362 | 24.325 | 25.911 | 21.570 | -      | 8.867  | -     | 166.969 |
| O'Higgins, Colchagua                                 | 14.144  | 12.353  | 12.148 | 12.715 | 19.259 | -      | 17.299 | -      | -     | 87.918  |
| Ñuble-Concepción, Arauco                             | 52.356  | 15.859  | 27.038 | 15.904 | 18.638 | 27.354 | -      | 1.227  | 2.575 | 160.951 |
| Valdivia-Osorno, Llanquihue-Aysén, Chiloé-Magallanes | 28.397  | 34.306  | 10.960 | 21.475 | 15.151 | 10.070 | -      | 6.263  | -     | 126.622 |
| Totale                                               | 145.681 | 103.517 | 89.853 | 83.279 | 78.959 | 74.838 | 17.299 | 17.044 | 2.575 | 613.045 |